# Сампан (човен)
Сампан (кит.: 舢舨, індонез. Sampan) — тип невеликих китайських та малайських дерев'яних плоскодонних човнів, призначених для прибережного або внутрішнього річкового плавання та риболовлі, поширений у Східній та Південно-Східній Азії.

## Етимологія
Слово «сампан» походить від терміна кантонської мови «саам баан» (三板, sāam báan), що позначало човен і дослівно перекладається як «три дошки» або «три кінці».

## Опис
Розміри можуть сильно відрізнятися: довжина до 9 м, ширина до 3 м. Сампани приводять в рух за допомогою шаста, весел або вітрил. Для веслування використовують 1-2 кормових весла. Багато сампанів, особливо старих конструкцій, можуть ходити під прямим вітрилом, сплетеним з циновок. Сучасні частіше оснащуються підвісним двигуном. За традицією сампаном керують жінки.

## Використання
Сампани служать головним чином для пасажирських та ватажних перевезень, а також широко використовуються як традиційні човни для риболовлі. Сампан використовують у внутрішніх водах або на морі неподалік від берега, оскільки через відсутність кіля човен не підходить для плавання в умовах поганої погоди та високих хвиль.
Також сампани часто використовують як плавуче житло, крамниці чи майстерні. Як постійне плавуче житло сампани особливо часто використовуються в Південно-Східній Азії, в таких країнах як Малайзія, Індонезія, В'єтнам, М'янма, Бангладеш та Шрі-Ланка. 

## Галерея

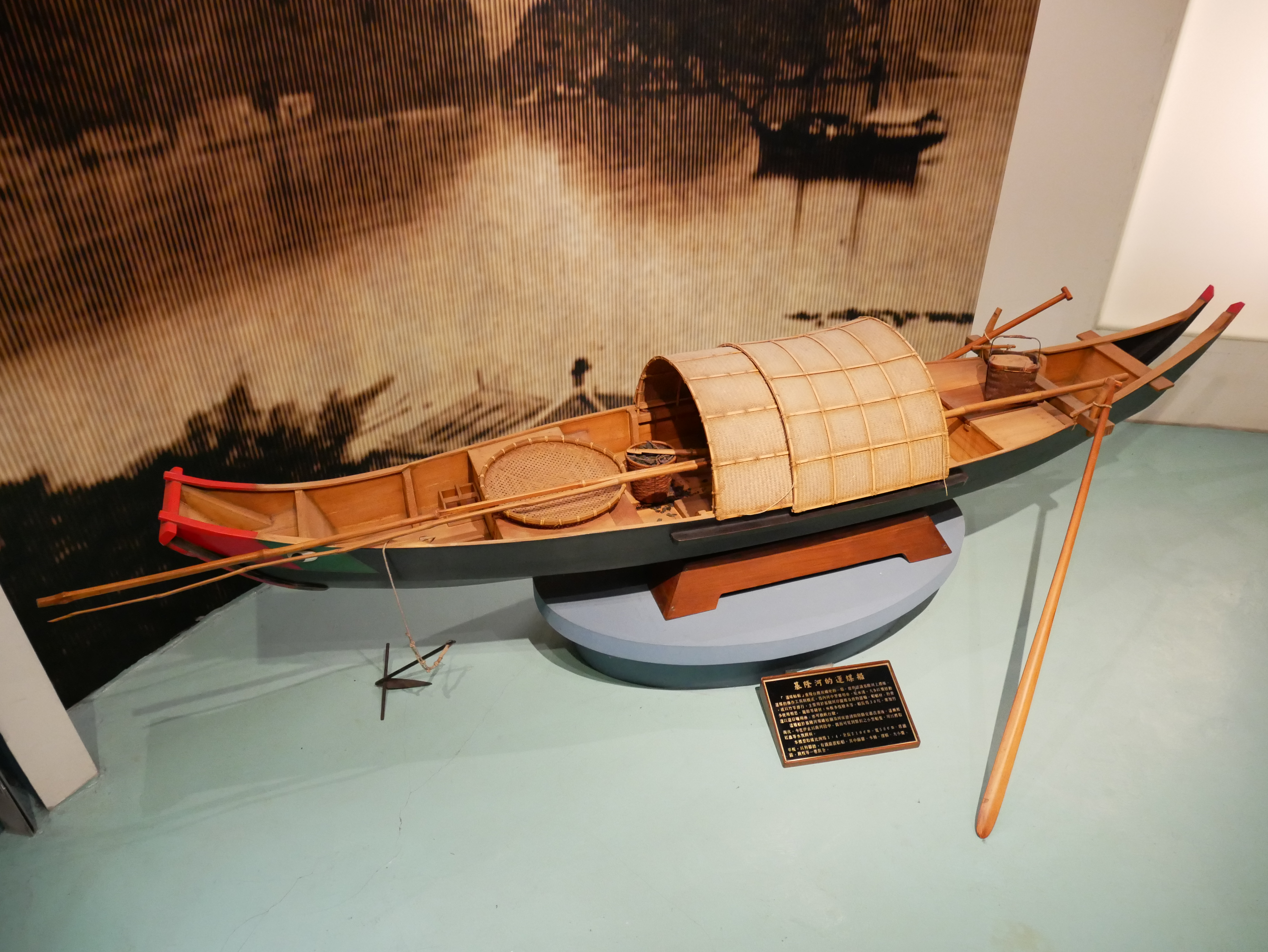
Сампан в музейній експонації
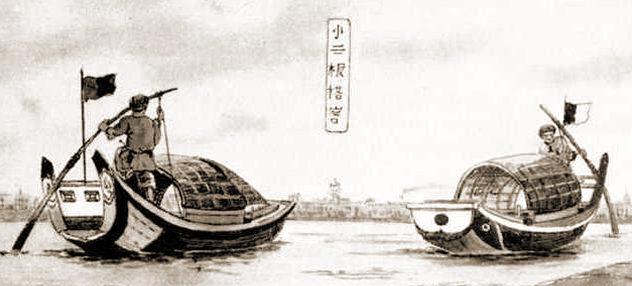
Традиційні hongtou (червоноголові) сампани з Шанхаю, Китай
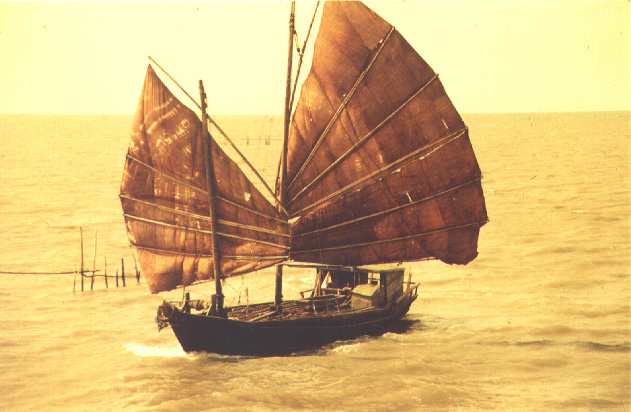
Сучасний рибальський сампан. Ява
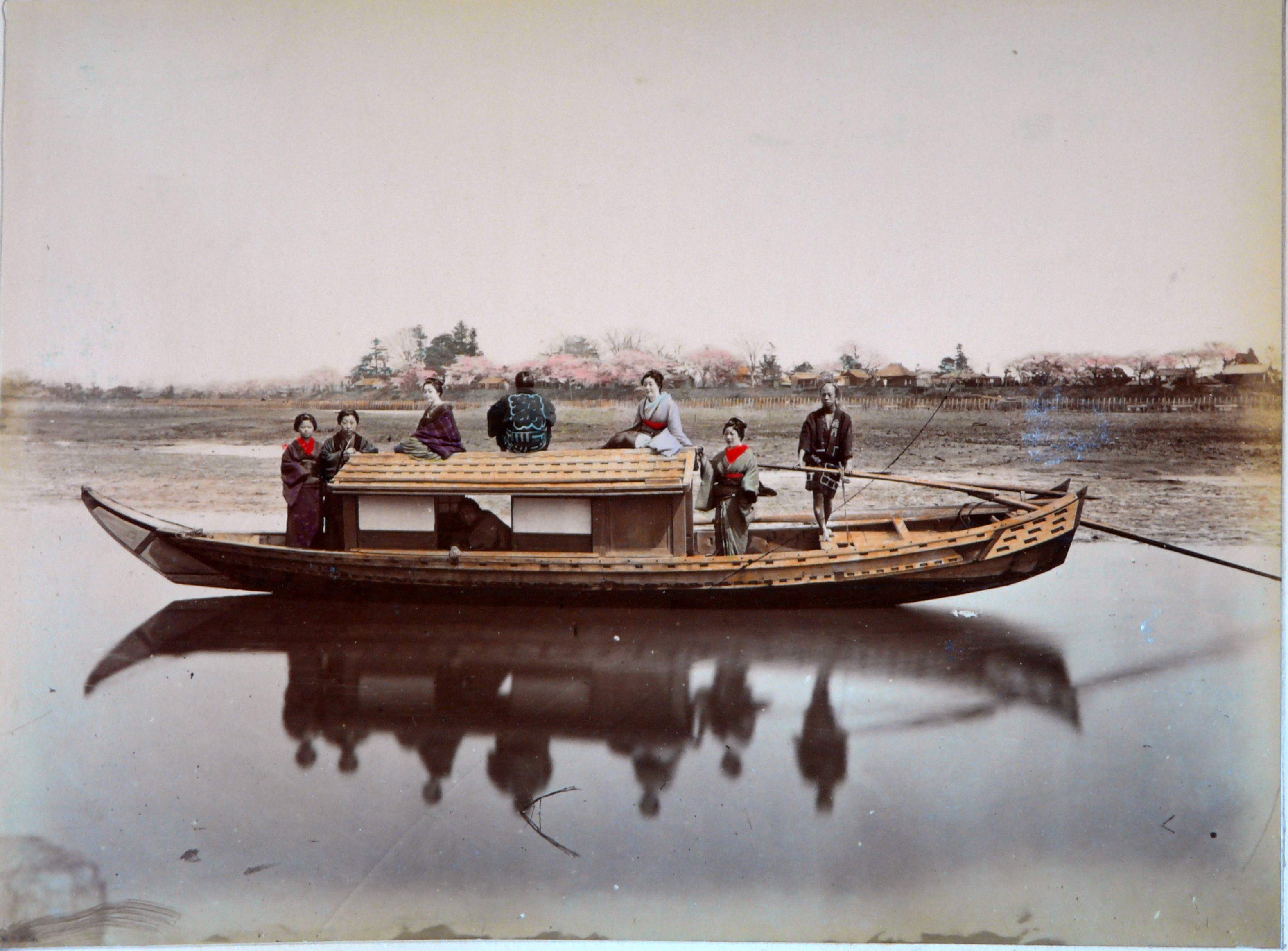
Японський човен, схожий на сампан. Фото 1886 р.
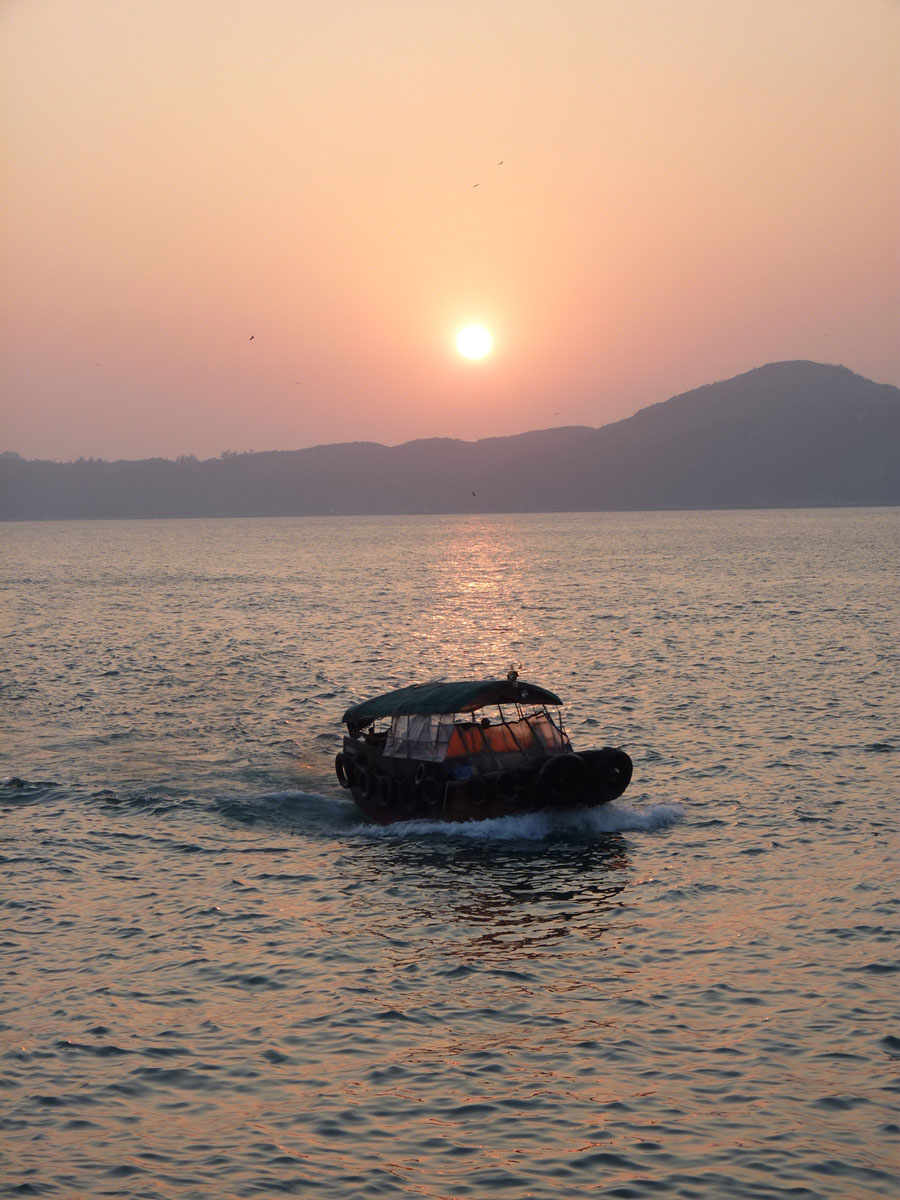
Невеличкі сампани дотепер використовуються для пасажирських перевезень в Гонконгу
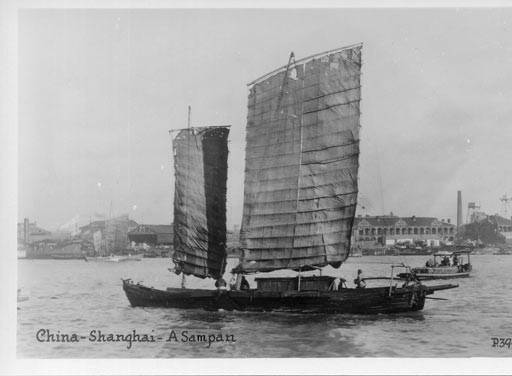
Сампан в Шанхаї. Китай
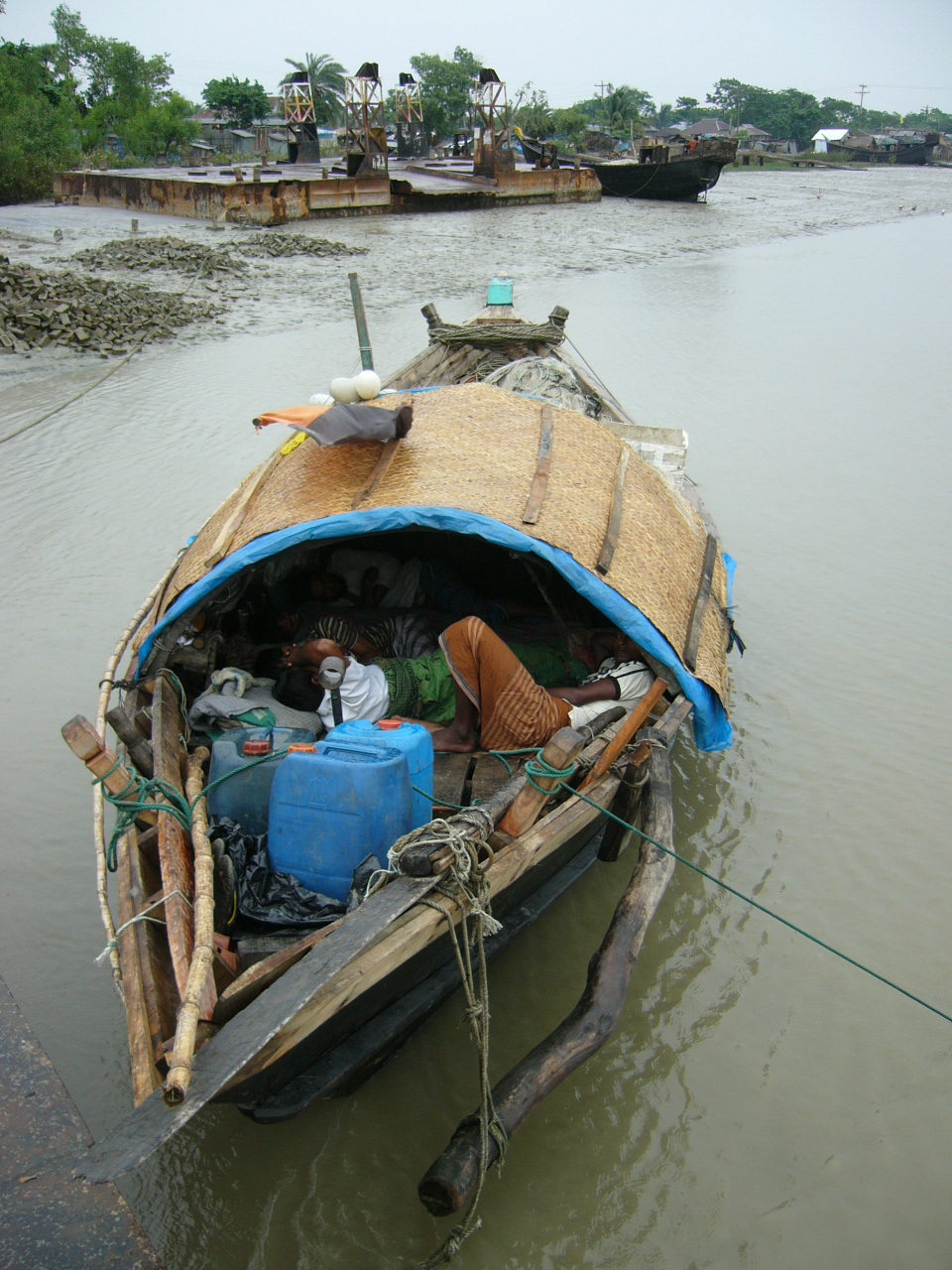
Рибалка відпочиває у своєму сампані. Барісал, Бангладеш